# Matesovia turkmenica
Matesovia turkmenica är en insektsart som beskrevs av Jashenko 1992. Matesovia turkmenica ingår i släktet Matesovia och familjen pärlsköldlöss.
Artens utbredningsområde är Turkmenistan. Inga underarter finns listade i Catalogue of Life.